# تونی نورثروپ
تونی نورثروپ (Tony Northrup) با نام کامل آنتونی جاستین نورثروپ (متولد ۳ ژانویه ۱۹۷۴) عکاس، نویسنده و مدرس ویدیویی آمریکایی است. در ژوئن ۲۰۰۰ تونی نورثروپ برندهٔ رقابت جذاب‌ترین گیک زنده شد. پس از این مسابقه، او در چند نمایش تلویزیونی، از جمله "صبح بخیر امریکا"، نمایش مونتل ویلیامز و راستش را که بخواهی. تونی نورثروپ در کنفرانس‌ها و رویدادهای زیادی سخنرانی کرده‌است و و بینارهای آنلاین متعددی را تدریس کرده. تونی نورثروپ به عنوان یک متخصص فناوری شناخته می‌شود تونی نورثروپ مجموعه ای از فیلم‌های آموزشی را منتشر کرده و کتابی در مورد اینکه چگونه از تکنولوژی برای رفع مشکلات رایج کمک بگیریم تألیف کرده‌است.

## تحصیلات دانشگاهی
تونی نورثروپ در دبیرستان Pflugerville درس خوانده است . وی بین سال‌های 1992 تا 1996 در دانشگاه تگزاس واقع در شهر آستین تحصیل کرده است. همچنین تحصیلات وی در زمینه‌ی عکاسی در مدرسه‌ی عکاسی New England و کالج هنر و طراحی ماساچوست بوده است. 

## شروع عکاسی
تونی نورثروپ از سال 2007 کانالی در یوتیوب به نام VistaClues داشت؛ و در آن فیلم‌های آموزشی مربوط به برنامه نویسی و آموزش شبکه را آپلود میکرد. اما در سال 2012 ناگهان نوع فعالیت وی تغییر کرد و تونی نورثروپ شروع به آپلود کردن فیلم‌های آموزش عکاسی بر روی کانال یوتیوب خود کرد. دو سال بعد یعنی در سال 2014 او به همراه همسرش چلسی نورثروپ فعالیت های آموزش عکاسی خود را گسترش داد و علاوه بر آموزش های قبلی ، شروع به پخش برنامه‌های آموزشی زنده و برنامه‌های نقد و بررسی عکس‌های ارسالی مخاطبان نیز کرد. 